# Fuencaliente
|  | Per a altres significats, vegeu «Fuencaliente de La Palma». |

Fuencaliente és un municipi de la província de Ciudad Real a la comunitat autònoma de Castella-La Manxa.